# En l'absence des hommes
En l’absence des hommes est un roman d'amour de Philippe Besson, paru aux Éditions Julliard en 2001. Ce premier roman reçoit le prix Emmanuel-Roblès ainsi que le prix premier roman de Culture et bibliothèques pour tous de la Sarthe.

## Premier roman
Premier roman de Besson, il envoie son manuscrit par la poste à sept ou huit éditeurs. Les Éditions Julliard et Albin Michel se montrent intéressés mais cette dernière lui demande de prendre un pseudonyme car elle édite déjà Patrick Besson, si bien que le jeune romancier signe avec Julliard.

## Résumé
Durant l’été 1916, le narrateur, un adolescent de 16 ans, vit une intense histoire d’amour avec un soldat en permission et se lie d’amitié avec Marcel Proust. 

## Commentaires
L’auteur situe l’action le temps d’un été de la Première Guerre mondiale. Dans ce temps d’extrême tension, la passion entre les deux hommes apparaît comme une délivrance. Le texte concis, érotique et violent se lit en regard de l’œuvre de Proust À la recherche du temps perdu. Le roman appelle le questionnement sur la nécessité d’écrire et sur la transmission via l’écriture.

## Prix et distinctions
- Prix Emmanuel-Roblès 2001.
- Prix premier roman de Culture et bibliothèques pour tous de la Sarthe 2001.